# برسمنان
|نام‌رسمی=برسمنان
|استان=مازندران
|شهرستان=بابل
|نام‌محلی=برسمنون
|نام‌های‌قدیمی= بر سه اندون
|جمعیت= 2968 نفر
|زبان=مازنی(طبری)
|کد آماری=۰۱۶۹۱۴
|پیش‌شماره= 011
|دارای مدرسه ابتدایی شهید رحیم بابانژاد و مدرسه راهنمایی‌دخترانه می باشد، دارای ۳ آبندان بزرگ و تکیه بزرگ روستای برسمنان و دو مسجد 
شغل اغلب افراد این روستا کشاورزی می باشد
|از لحاظ جغرافیایی ۶ کیلومتری شهر بابل قرار دارد

برسمنان، روستایی است ازشهرستان بابل در استان مازندران ایران.

## جمعت
2900 نفر

## درآمد
درآمد روستائیان از راه کشاورزی تأمین می گردد. البته در زمان‌های دیگر مشغول کارهای ساختمانی در شهرهای دیگر می‌شوند.